# Aldeia Galega da Merceana
Aldeia Galega da Merceana is een plaats (freguesia) in de Portugese gemeente Alenquer en telt 2175 inwoners (2001).